# Смит, Шэннон
Шэннон Смит (англ. Shannon Smith; род. 28 сентября 1961, Ванкувер, Британская Колумбия) — канадская пловчиха. Бронзовый призёр Олимпийских игр 1976 года на дистанции 400 м вольным стилем и чемпионата мира 1975 года в эстафете 4×100 м вольным стилем, победительница открытых чемпионатов США и Японии, 34-кратная победительница чемпионатов Канады в возрастных и абсолютной категориях, обладательница нескольких национальных рекордов.

## Спортивная карьера
Начала участвовать в соревнованиях по плаванию в 1972 году, в возрасте 11 лет. Начинала тренироваться в клубе Canadian Dolphin, позже перешла к тренеру Рону Джексу (будущему члену Зала спортивной славы Британской Колумбии) и занималась в клубах Byng и New Westminster Hyacks.
До 1978 года завоевала 34 медали на чемпионатах Канады, как в разных возрастных категориях, так и в абсолютных. С 1975 по 1978 год участвовала в семи международных соревнованиях, завоёвывала медали на дистанциях 200, 400 и 800 м вольным стилем, в том числе становилась победительницей открытых чемпионатов Японии и США (800 м вольным стилем, 1976 год).
На чемпионате мира 1975 года в возрасте 13 лет стала бронзовым призёром в составе сборной Канады в эстафете 4×100 м вольным стилем. В преддверии Олимпийских игр в Монреале установила ряд национальных рекордов и на Олимпиаде представляла страну на дистанциях 400 и 800 м вольным стилем. На первой из этих дистанций завоевала бронзовую медаль, а на дистанции 800 м осталась шестой.
За два года после Олимпиады Смит установила ещё несколько канадских рекордов, но завершила выступления незадолго до Игр Содружества 1978 года, объяснив это тем, что плавание ей надоело. Позже занималась велоспортом и академической греблей, но ни в одном из этих видов спорта не достигла результатов, сопоставимых с достигнутыми в плавании. В 1973 году включена в списки Зала спортивной славы Британской Колумбии, а в 2000 году — в списки Зала славы плавания Британской Колумбии.